# Волкова, Галина Владимировна
Галина Владимировна Волкова (род. 1 января 1961 года) — российский учёный-ботаник, член-корреспондент РАН (2022).

## Биография
Родился 1 января 1961 года.
В 1982 году — окончила с отличием биологический факультет (специализация микробиология) Кубанского государственного университета, после чего была направлена на работу в Северо-Кавказский институт фитопатологии в лабораторию коллекции микроорганизмов. В институте она прошла путь от старшего лаборанта до заведующей лабораторией.
В 1997 году — защитила кандидатскую диссертацию, тема: «Резистентность возбудителя жёлтой ржавчины пшеницы к фунгициду триазолового класса байлетону», и была избрана по конкурсу на должность заведующей лабораторией иммунитета зерновых культур к грибным болезням Кубанского государственного университета.
В 2006 году — защитила докторскую диссертацию, тема: «Структура и изменчивость популяций возбудителей бурой и жёлтой ржавчины пшеницы на Северном Кавказе и обоснование приемов управления внутрипопуляционными процессами».
В 2022 году — избрана членом-корреспондентом РАН от Отделения сельскохозяйственных наук.

## Научная деятельность
Специалист в области иммуногенетической и биологической защиты растений от вредных организмов.
Автор более чем 160 научных работ, из них 20 — методического характера, 2 монографий.
Её работы внесли большой вклад в разработку теоретических основ иммунитета пшеницы к комплексу эпифитотийноопасных болезней. В связи с этим следует особо отметить выполненные исследования по вскрытию генетических механизмов взаимоотношений в системе хозяин — паразит. Большую научную ценность представляют работы по изучению влияния различных антропогенных факторов на внутрипопуляционную изменчивость, что позволяет раскрыть механизмы микроэволюционных преобразований, а с подключением математических подходов моделировать эти процессы, что позволяет вести упреждающую селекцию на устойчивость. Проведенная иммунологическая характеристика сортов озимой пшеницы, включенных в Государственный реестр селекционных достижений РФ, позволила выделить сорта с разными типами и генами устойчивости, выявить эффективные гены растения-хозяина против комплекса опасных болезней и рекомендовать их для использования в селекционной и производственной практике.
Руководитель ряда грантов РФФИ региональных, международных конкурсов.

## Награды
- Заслуженный деятель науки Кубани (2005)
- Почётная грамота Российской академии наук (16 июля 2024) — за плодотворный труд на благо сельскохозяйственной науки в области биологической защиты растений, большой вклад в развитие агропромышленного комплекса России и в связи с 65-летием основания федерального государственного бюджетного научного учреждения «Федеральный научный центр биологической защиты растений»